# Rejon safonowski
Rejon safonowski (ros. Сафоновский район) – rejon w Rosji, w obwodzie smoleńskim ze stolicą w Safonowie.

## Historia
Ziemie części obecnego rejonu safonowskiego w latach 1508–1514 i 1611–1654 znajdowały się na pogranicznych terenach województwa smoleńskiego, w Rzeczypospolitej Obojga Narodów. Od 1654 w granicach Rosji. W XIX w. w guberni smoleńskiej, w ujazdach dorohobuskim i wiaziemskim.

## Transport
Przez rejon przebiega linia kolejowa Moskwa - Mińsk - Brześć oraz droga magistralna M1 łącząca Moskwę z Europą Środkową i Zachodnią. Na terenie rejonu przekraczają one Dniepr.

## Bibliografia

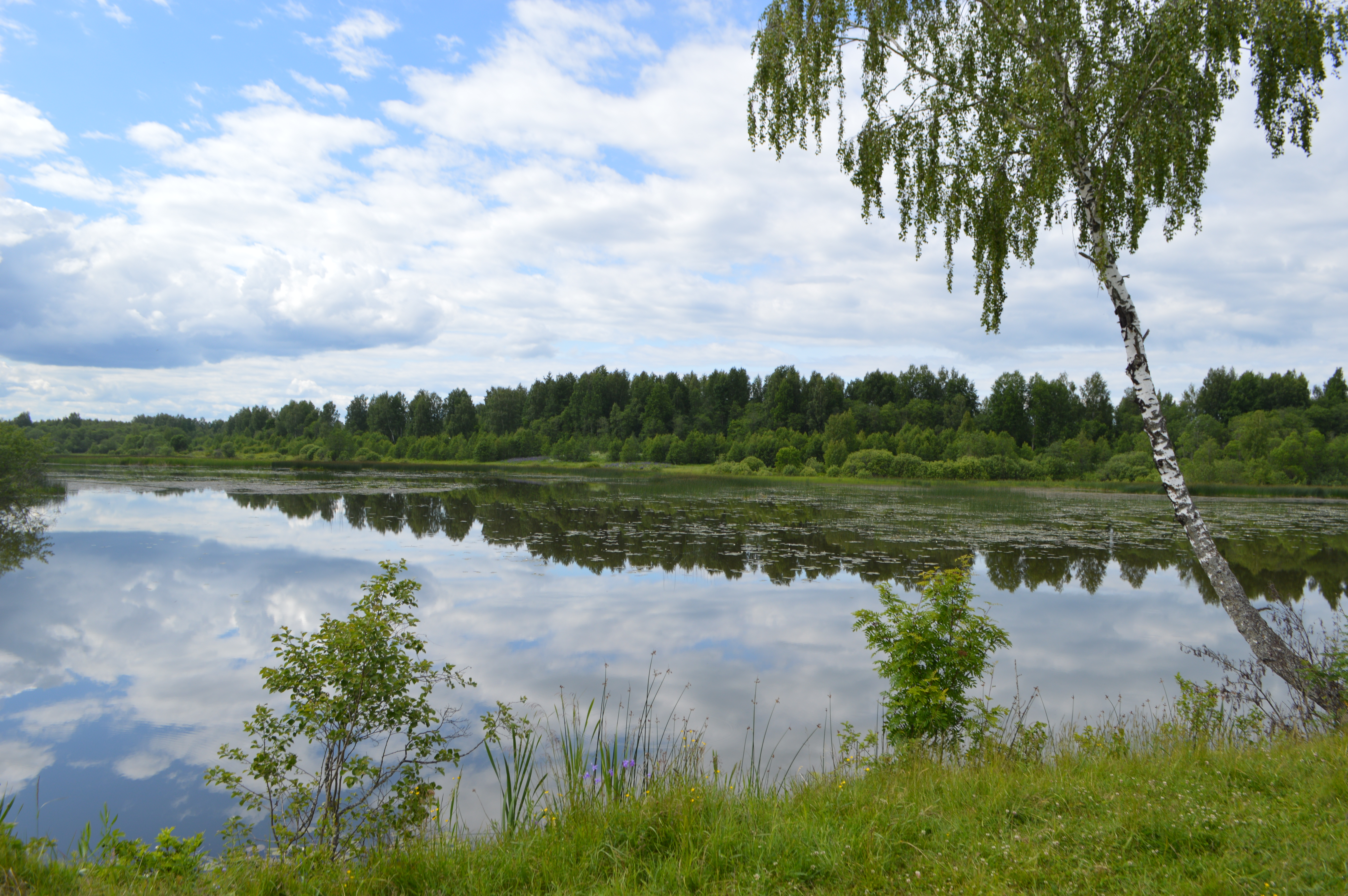
Krajobraz rejonu